# Lekkoatletyka na Letnich Igrzyskach Olimpijskich 2024 – sztafeta 4 × 100 m kobiet
Sztafeta 4 x 100 m kobiet XXXIII Letnich Igrzysk Olimpijskich w Paryżu odbyła się w dniach 8–9 sierpnia 2024. Areną zawodów był Stade de France.

## Terminarz
| Data            | Godzina rozpoczęcia |            |
| 8 sierpnia 2024 | 11:10               | Eliminacje |
| 9 sierpnia 2024 | 19:30               | Finał      |

## Rekordy
Przed rozpoczęciem zawodów aktualny rekord świata i rekord olimpijski były następujące:
| WR | Tianna Madison, Allyson Felix, Bianca Knight, Carmelita Jeter | 40,82 | Londyn | 10 sierpnia 2012 |
| OR | Tianna Madison, Allyson Felix, Bianca Knight, Carmelita Jeter | 40,82 | Londyn | 10 sierpnia 2012 |

## Eliminacje
Rozegrano 2 biegi eliminacyjne. Do finału awansowały 3 pierwsze sztafety z każdego biegu oraz dwie z najlepszymi czasami.

### Bieg 1
| Poz. | Tor | Reprezentacja            | Zawodnicy                                                                     | Czas  | Uwagi |
| ---- | --- | ------------------------ | ----------------------------------------------------------------------------- | ----- | ----- |
| 1.   | 6   | Stany Zjednoczone        | Melissa Jefferson, Twanisha Terry, Gabrielle Thomas, Sha'Carri Richardson     | 41:94 | Q     |
| 2.   | 7   | Niemcy                   | Sophia Junk, Lisa Mayer, Gina Lückenkemper, Rebekka Haase                     | 42,15 | Q     |
| 3.   | 2   | Szwajcaria               | Salomé Kora, Sarah Atcho-Jaquier, Léonie Pointet, Mujinga Kambundji           | 42,38 | Q     |
| 4.   | 5   | Australia                | Ella Connolly, Bree Masters, Kristie Edwards, Torrie Lewis                    | 42,75 |       |
| 5.   | 8   | Polska                   | Magdalena Niemczyk, Kryscina Cimanouska, Magdalena Stefanowicz, Ewa Swoboda   | 42,86 |       |
| 6.   | 4   | Włochy                   | Zaynab Dosso, Dalia Kaddari, Irene Siragusa, Arianna De Masi                  | 43,03 |       |
| -    | 3   | Belgia                   | Rani Vincke, Rani Rosius, Elise Mehuys, Delphine Nkansa                       | DQ    |       |
| -    | 9   | Wybrzeże Kości Słoniowej | Murielle Ahouré-Demps, Jessika Gbai, Maboundou Koné, Marie Josée Ta Lou-Smith | DQ    |       |

### Bieg 2
| Poz. | Tor | Reprezentacja     | Zawodnicy                                                                 | Czas  | Uwagi |
| ---- | --- | ----------------- | ------------------------------------------------------------------------- | ----- | ----- |
| 1.   | 7   | Wielka Brytania   | Bianca Williams, Imani Lansiquot, Amy Hunt, Desiree Henry                 | 42,03 | Q     |
| 2.   | 6   | Francja           | Orlann Oliere, Gémima Joseph, Hélène Parisot, Chloé Galet                 | 42,13 | Q     |
| 3.   | 9   | Jamajka           | Aatlerown, Jlake, Brenney, An De sse                                      | 42,35 | Q     |
| 4.   | 8   | Kanada            | Sade McCreath, Jacqueline Madogo, Marie-Éloïse Leclair, Audrey Leduc      | 42,50 | q     |
| 5.   | 5   | Holandia          | Isabel van den Berg, Marije van Hunenstijn, Minke Bisschops, Tasa Jiya    | 42,64 | q     |
| 6.   | 4   | Nigeria           | Justina Tiana Eyakpobeyan, Favour Ofili, Rosemary Chukwuma, Tima Godbless | 42,70 |       |
| 7.   | 3   | Hiszpania         | Sonia Molina-Prados, Jaël Bestué, Paula Sevilla, María Isabel Pérez       | 42,77 |       |
| 8.   | 2   | Trynidad i Tobago | Akilah Lewis, Sole Frederick, Sanaa Frederick, Leah Bertrand              | 43,99 |       |

## Finał
| Pozycja | Tor | Reprezentacja     | Zawodnicy                                                                 | Czas  | Uwagi |
| ------- | --- | ----------------- | ------------------------------------------------------------------------- | ----- | ----- |
| złoto   | 5   | Stany Zjednoczone | Melissa Jefferson, Twanisha Terry, Gabrielle Thomas, Sha'Carri Richardson | 41,78 |       |
| srebro  | 8   | Wielka Brytania   | Dina Asher-Smith, Imani-Lara Lansiquot, Amy Hunt, Daryll Neita            | 41,85 |       |
| brąz    | 7   | Niemcy            | Alexandra Burghardt, Lisa Mayer, Gina Lückenkemper, Rebekka Haase         | 41,97 |       |
| 4.      | 6   | Francja           | Orlann Oliere, Gémima Joseph, Hélène Parisot, Chloé Galet                 | 42,23 |       |
| 5.      | 4   | Jamajka           | Alana Reid, Kemba Nelson, Shashalee Forbes, Tia Clayton                   | 42,29 |       |
| 6.      | 3   | Kanada            | Sade McCreath, Jacqueline Madogo, Marie-Éloïse Leclair, Audrey Leduc      | 42,69 |       |
| 7.      | 2   | Holandia          | Isabel van den Berg, Marije van Hunenstijn, Minke Bisschops, Tasa Jiya    | 42,74 |       |
| –       | 9   | Szwajcaria        | Salomé Kora, Sarah Atcho-Jaquier, Léonie Pointet, Mujinga Kambundji       | DQ    |       |